# 医療観光
医療観光（いりょうかんこう、医療ツーリズム、メディカルツーリズム、英語: Medical Tourism）とは、居住国とは異なる国や地域を訪ねて医療サービス（診断や治療など）を受けることである。
50以上の国が、自国産業の一つに医療観光があると報告している。

## 概要
医療を目的とした旅行の歴史は古く、古代ギリシアでは地中海各地から、サロニコス湾のアスクレーピオスの聖域へと巡礼および療養に訪れる習慣があった。また、日本における湯治や欧米でのスパなど療養と行楽を兼ねた温泉への滞在や、サナトリウムなどへの転地療養も盛んに行われた。
医療観光とは、主に安い手術代や投薬費、高度医療技術・臓器移植・整形手術・健康診断・性別適合手術など、自国では不可能、高価、求めている結果が得られない医療を受けることを求めて、先進工業国の患者や途上国の富裕層患者などが他国へ渡航するものが中心である。
渡航先には、医療技術が優れ医療費が安いインドをはじめ、シンガポール・タイ・マレーシア・メキシコなどが多く選ばれている。また、美容整形外科手術や歯科医療などで訪問する観光客の多い大韓民国も、各国の富裕層などへ高度医療を売りこもうとしているなど、多くの国家が医療観光への参入を目指している。日本は、高度医療技術、カントリーリスクが低いなどの観光魅力度をアピールしている。
医療観光に訪れる患者は長くその国に滞在するほか、その見舞客も訪問することもあるため、ホテルや観光地などの分野へも恩恵が大きい。そのため外貨獲得や、医療機器の需要が増えることによる量産化によるコストダウンにもつながる。

## 各国の状況

### アジア
- 大韓民国においては、美容整形手術を受ける目的の渡航者が増えている[2]。【技術的・費用的問題】[3]。
- タイ王国においては、バンコクにある大規模私立病院が、外国人向けの診察を積極的に受け入れており、英語・日本語・中国語・アラビア語などバイリンガルで診察を受けられる。ユニバーサルヘルスケアが充実していない国家（アメリカ合衆国など）の住民が、費用が掛かる手術を受ける目的で渡航することもある。レーシック、ダイエット、性別適合手術など、医療保険が適用されない治療においても、他国よりも安価で受けることはできる。[4]【費用的・時間的問題】
- シンガポールの医療においては、シンガポールの国家レベルで推進されており、患者を世界各国から招致している。特に、アジア各地から高度医療技術を求める患者をはじめ、アメリカ合衆国からも、低価格で高品質な医療を求めている患者が医療を受けている。【技術的・費用的問題】[5]。
- インドでは、医療観光が活発化したことにより、医療観光関連分野の新規雇用数が、合計の新規就業者数が前年の3倍近い1,000人以上に達している。この傾向は今年度後半も続き、今年度末（2012年3月末）までに、さらに2,000人以上が雇用される可能性がある。また、低価格で高品質な医療を求めている患者が医療を受けている。【技術的・費用的問題】
- スリランカでは、アーユルヴェーダを用いた医療観光を受け入れている[6]。

### ヨーロッパ
- イギリスの医療においては、国民保健サービスの待機リストが問題となっており、国外で医療を求める患者が多い。2006年のE112 European health scheme制度制定により、英国人が医学的至急性のある治療を他EU国内において受給した場合、イギリス保健省はその費用を負担することになった。【時間的問題】[7]。
- フランスの医療制度は、世界保健機関により世界一と評価され受入国となっており、2002年頃より英国人患者が待機時間短縮のため、腰・ひざ・白内障の外科手術を求めて受診するようになっている。【時間的問題】[8]。
- ドイツでは、自国での医療の提供を受けるまでの待機時間が長いことから、近隣国の診療開始までの時間が早い医療を受ける流れが有る。【時間的問題】

### 北米
- アメリカ合衆国では、医療費が高額で支払い不能な貧困患者層が、低価格の医療費を求めて、メキシコやタイ王国で医療を受ける流れがある。【費用的問題】

## 日本の状況
日本政策投資銀行によれば、2020年時点で年間43万人程度の需要が潜在的にあるとみられる。観光を含む市場規模は約5,500億円、経済波及効果は約2,800億円と試算されている。
1. 厚生労働省は、外国患者受入認証『医療機関認証制度（JMIP）』という、医療機関が外国人の受入整備の基準と認証評価制度を開始した。
2. 医療観光は成長市場として注目され、経済産業省や観光庁が調査を始めている[10]。
3. 旅行業界では、JTB、日本旅行、南海旅行がPET健康診断ツアーの販売を始め、JTBはメディカルツーリズムとヘルスケアツーリズムの専門部署として、ジャパンメディカル＆ヘルスツーリズムセンター(JMHC)を設立している[11]。
4. 医療機器販売関係業界は、シップヘルスケアホールディングス株式会社のグループ企業、株式会社札幌メディカルコーポレーションは、メディカルツーリズム・ジャパン株式会社（当時はメディカルツーリズム北海道株式会社）を子会社として設立し、中華人民共和国をはじめとするASEAN地域、ロシアを対象とした健康診断・治療の医療コーディネートを開始している[12][13][14]。
5. 外国人向け損害保険業界は、日本エマージェンシーアシスタンス株式会社が専門部署を立ち上げ、治療を中心とした医療コーディネートを開始している。
6. 経済産業省は、Medical Excellence JAPAN（略称「MEJ」）を立ち上げ、インバウンド医療観光客の送客、送患者に取り組んでいる。
7. 経済産業省は、2016年7月Medical Excellence JAPAN（略称「MEJ」）を認証機関として、世界から日本の医療サービスの渡航受診促進を図るため、渡航受診者の受入実績のある病院を『日本国際病院』の認証を開始した。
8. 地方創生として、地方都市が粒子線がん治療（陽子線・重粒子線）やPETCTなどを使用したがんに関わる健康診断で、外国人患者を呼び込もうとする動きが有るが、関連協議会を設立や、モニターツアーを行なった事が報道などで確認されているが、明らかな成功事例は確認されていない。これは外国人患者が、医療行為と観光が同じ都市部で完結出来ることを望んでいる事を間接的に証明していることになる。

### 医療法人が主体で行う問題点
1. 日本の医療施設主体広告は、医療法（医療法第6条の5）に抵触する。実例として、情報を希望しない不特定多数の者が居る可能性が有る場の講演会や、展示会出展等の広告行為は違反に抵触する恐れがある。日本国外での活動に関しては抵触するかは不明瞭な点がある。
2. 医療法人は付帯業務以外の業務、および収益活動の禁止は医療法に明記されている。したがって、そのような活動を医療法人が主導的に活動すると、厚生労働省の監査によっては医療法人格を剥奪される場合が有る。その医療法人に関係するMS法人（正式名称：メディカル・サービス法人〈医療法人と100%関係する企業が主体〉）が自社名を出さず、医療法人名称で広告活動を行うことも同等の行為とみなされる場合がある。
3. 利益を生む活動であれば、旅行業資格がなければ旅行業法違反に抵触する。
4. 金銭的なトラブルのリスクが伴うほか、宗教・言語への対応、日本での滞在環境の手配など、医療提供以外の手間がかかるため、現場負担が大きい[15]。

### 医療コーディネーター・旅行会社などの事業者が行う問題点
1. 現地契約時に、医療行為や支払いなどの重要事項説明と同意インフォームドコンセントがとれていない事
2. 受入の医療施設側も医療事故や訴訟への対応が出来ないまま外国人患者を受け入れている事
3. 医療通訳士を配置しないまま医療知識が無い留学生などの通訳で対応する事
4. 診断書を医療通訳士でいない者が翻訳する事
5. 現地契約との健康診断や治療の内容が違う事
6. 知識と経験が全く無い事
7. 日本の法人格を有さない者が実施する事
8. 外国人患者死亡時に対する対策を行っていない事

### 全体的な問題点
1. 外国に住んでいる患者の友人、又は、親戚のふりをして医療機関に代理で予約・通訳・翻訳・費用決済を行い、患者本人からは法外な費用を請求の営利活動を行う日本在住の外国人がいることが確認されている。【不法コーディネートブローカー問題】
2. 患者もしくは患者の遺族が治療費を支払わずに母国へ逃げ返ってしまうケースも複数報告されている。【治療前保証金徴収、コーディネート企業未利用問題】
3. アジアで最も医療観光の受け入れが進んでいるタイでは、富裕層の外国人が最先端医療を受けられる一方で、自国民の特に貧困層の医療が置き去りになっているなど医療格差が発生している。
4. 顧客・医療施設・医療コーディネーター・旅行会社の活動範囲、責任負担範囲を明確にしない事。これは、国際問題へと発展しかねない。【コーディネート企業未利用問題】
5. 現地での来日査証申請の不手際により、予定診療日に来日する事が不可能となる事である。医療査証、商務査証を適切な内容で申請できる能力が有る身元保証機関が必要である。また、団体観光査証は、行程内容以外の行動は禁止されているので、受入側の査証種類の確認と注意喚起が必要である。【コーディネート企業未利用問題】
6. 総論として、日本の医療機関と外国人患者は、日本国内の法人格を有し、国外にも活動拠点が登録されているコーディネート企業（医療滞在査証に関わる身元保証機関）を利用する事が重要である。

### 対応策
1. 受入側医療機関が、公的保険を有さない外国人患者の受入調整依頼に関して、医療コーディネート企業（医療滞在査証に関わる身元保証機関）以外は受付不可とする。
2. 受入側医療機関が、日本国で法人登録された医療コーディネート企業以外は受付不可とする。
3. 誓約書・同意書・治療費支払合意書を作成し、医療施設・医療コーディネーターが医療行為と旅行内容に対する責任負担箇所を明確化する。
4. 外国人患者は、医療コーディネート企業（医療滞在査証に関わる身元保証機関）を利用する。
5. 外国人患者は、日本国で法人登録された医療コーディネート企業、又はその企業と提携契約している現地コーディネート企業を利用する。
6. 総論として、受入側医療機関と外国人患者は、日本国で法人登録されている医療コーディネート企業（医療滞在査証に関わる身元保証機関）を利用することである。それによって、不法行為を行なう個人や企業による不具合は発生防止が可能となる。

### 医療観光に関する誤解
外国人による国民健康保険の悪用が報道され、インターネット上の一部では医療観光が原因であるという誤解が生じている。
日本では、治療を受ける等を目的とする訪日外国人は医療滞在ビザとなるが、医療滞在ビザでは国民健康保険に加入できない。したがって、医療観光では国民健康保険に加入できず、医療費は自由診療で全額自己負担となる。

## ワクチンツーリズム
新型コロナウイルス用のワクチン供給が始まり、各国で医療従事者や高齢者・基礎疾患者、エッセンシャルワーカーなどを優先順位として接種されているが、2021年2月時点で一般国民の約4割が既にワクチン接種が済んでいるイスラエルは余剰ワクチンが発生したため、自国民以外に対して有償提供しはじめ、世界の富裕層を相手にワクチンツーリズムが成立した。国際線が運休中でも参加者はチャーターのビジネスジェットでイスラエルへ向かい、2週間の隔離措置と中1ヶ月の間隔を空けて2回目の接種が完了するまでリゾート地でのステイケーションで過ごし（隔離期間中も貸し切りのプールやジムを利用できるオプション有）、ワクチンも滞在ホテルで接種する。イスラエル政府発行の接種証明（免疫パスポート）も発行される。これに続きアラブ首長国連邦とキューバもワクチンツーリズムに参入することを表明した（キューバのワクチンはロシア製のスプートニクⅤ）。また、インドではワクチンツーリズムを仲介斡旋するツアーオペレーターも現れている。当然ながらワクチンツーリズムに関しては、持てる者と持たざる者のワクチン格差を助長し、命を金で買う行為であるという批判が噴出している。
一方アメリカでは、ニューヨークを訪れた一般観光客にワクチンを接種するサービスが始まり、観光業の回復を図る。使用するのは1回の接種で済むジョンソン・エンド・ジョンソン製にすることで、短期滞在の旅行者のニーズに応える。